# Ted Bundy
Pour les articles homonymes, voir Bundy.
Theodore Robert Bundy (né Cowell), dit Ted Bundy, né le 24 novembre 1946 à Burlington au Vermont et mort le 24 janvier 1989 dans le comté de Bradford en Floride, est un tueur en série américain.
Il a agressé et assassiné de nombreuses jeunes femmes et jeunes filles durant les années 1970 et peut-être même avant. Non content d'enlever et de violer ses victimes, il a également pratiqué des actes nécrophiles sur leurs cadavres. En prison, après une décennie à nier les faits et peu de temps avant son exécution, il a admis avoir commis une trentaine d'homicides dans sept États américains entre 1974 et 1978. Le nombre exact de ses victimes reste inconnu, mais pourrait être beaucoup plus élevé.
Aux yeux de ses jeunes victimes féminines, Bundy apparaît comme un homme de belle apparence et charismatique. Il met en avant ces traits de caractère pour gagner leur confiance. De manière générale, il approche ses victimes dans des lieux publics, feignant une blessure ou un handicap, ou en se faisant passer pour une figure d'autorité, avant de les intimider et de les agresser dans un endroit plus isolé. Parfois, il est retourné sur les scènes de crime pour y commettre des actes sexuels sur les corps en décomposition, jusqu'à ce que la putréfaction et la destruction par les animaux sauvages rendent toute pratique impossible. Il a décapité au moins six de ses victimes et gardé quelques-unes des têtes tranchées dans son appartement pendant un certain temps en guise de souvenir. À de rares occasions, il s'est introduit par effraction dans la maison de ses victimes au milieu de la nuit et les a tuées à coups de matraque durant leur sommeil.
Initialement incarcéré en Utah en 1975 pour des charges d'enlèvement aggravé et de tentative d'agression criminelle, Ted Bundy a été suspecté pour de nombreux cas d'homicides non résolus dans plusieurs États américains. Accusé de meurtres au Colorado, il y a organisé et réussi deux évasions spectaculaires en 1977. Arrêté en Floride en 1978, il est condamné à la peine de mort à trois reprises, dans deux procès différents pour les meurtres qu'il y a commis. Ted Bundy est finalement exécuté par électrocution, au moyen d'une chaise électrique au sein de la prison d'État de Floride, le 24 janvier 1989.
Sa biographe, Ann Rule, le décrit comme « un sociopathe sadique qui prenait plaisir dans la douleur d'autres êtres humains et le contrôle qu'il avait sur ses victimes, jusqu'à leur mort, et même après ». Un jour, il se déclara « le plus grand fils de pute sans cœur que t'auras jamais rencontré »,, ce que l'avocate Polly Nelson (en), membre de l'équipe s'occupant de sa défense dans le couloir de la mort, a reconnu : « [Il] était la définition même d'un démon sans cœur… il était l'incarnation du diable. »

## Biographie

### Premières années (1946-1974)

#### Enfance et adolescence (1946-1965)
Ted Bundy est né Theodore Robert Cowell au Elizabeth Lund Home for Unwed Mothers (maintenant le Lund Family Center), à Burlington dans le Vermont, le 24 novembre 1946, d'Eleanor Louise Cowell (1924-2012), connue sous le prénom de Louise la majeure partie de sa vie. L'identité de son père n'a jamais été déterminée avec certitude. Son certificat de naissance assigne la paternité à Lloyd Marshall, un vendeur et vétéran de l'US Air Force, mais Louise affirma plus tard avoir été séduite par « un marin » dont le nom était peut-être Jack Worthington. Sa famille évoqua des soupçons selon lesquels le père aurait pu être Samuel Knecht Cowell (1898-1983), le père de Louise, qui était violent et abusif.
Pendant les trois premières années de sa vie, Bundy vécut à Philadelphie, dans la maison de ses grands-parents maternels, Eleanor Miriam Longstreet Cowell (1895-1971) et son mari Samuel, qui l'ont élevé comme leur fils afin d'éviter le stigmate social qui accompagnait les naissances illégitimes à cette époque. On disait à la famille, aux amis, et même au jeune Ted que ses grands-parents étaient ses parents et que sa mère était sa sœur aînée. Bundy mentionna à une petite amie qu'un cousin lui avait montré une copie de son certificat de naissance après l'avoir traité de « bâtard », mais il dit aux biographes Stephen G. Michaud et Hugh Aynesworth (en) qu'il avait lui-même trouvé le certificat. La biographe et écrivaine Ann Rule (1931-2015), qui connaissait Bundy personnellement, croit qu'il a localisé son acte de naissance original au Vermont en 1969. Bundy exprima une rancœur envers sa mère tout au long de sa vie pour lui avoir menti à propos de ses véritables parents et de le lui avoir laissé découvrir lui-même.
Alors que Bundy parla en bien de ses grands-parents dans quelques entrevues, et dit à Ann Rule qu'il « s'identifiait », « respectait » et « s'accrochait » à son grand-père, Ted et d'autres membres de la famille dirent à des avocats, en 1987, que Samuel Knecht Cowell était une brute tyrannique et un sectaire qui haïssait les Noirs, les Italiens, les catholiques et les juifs en plus de battre sa femme et le chien de la famille, ainsi que de lancer les chats du voisinage par leur queue. Un jour, il poussa même Julia, la sœur cadette de Louise, dans l'escalier pour s'être réveillée trop tard. Parfois, il s'adressait tout haut à des présences invisibles. Au moins une fois, Samuel Cowell entra dans une rage violente lorsque la question de la paternité de Ted fut soulevée. Bundy décrivait sa grand-mère comme étant une femme timide et obéissante qui, périodiquement, se soumettait à de l'électroconvulsivothérapie pour cause de dépression  et d'agoraphobie vers la fin de sa vie,. Ted montrait, à l'occasion, un comportement troublant et même en jeune âge, Julia se souvint s'être réveillée un jour après une sieste, entourée de couteaux de la cuisine des Cowell ; son neveu de trois ans était debout près du lit, souriant.
En 1950, Louise changea son nom de famille, Cowell, pour Nelson, enleva son premier nom, Eleanor,, et, à la demande urgente de nombreux membres de la famille, quitta Philadelphie avec son fils pour aller vivre avec les cousins Alan et Jane Scott à Tacoma dans l'État de Washington. En 1951, Louise rencontra Johnny Culpepper Bundy (1921-2007), un cuisinier d'hôpital, à une soirée pour adultes célibataires à l'église First Methodist de Tacoma. Ils se marièrent plus tard cette année-là et Johnny Bundy adopta légalement Ted. Johnny et Louise eurent quatre enfants et bien que Johnny Bundy ait essayé d'inclure son beau-fils lors de sorties de camping ou d'autres activités en famille, Ted demeurait distant. Il se plaignit plus tard à sa petite amie, affirmant que Johnny n’était pas son vrai père, qu'il « n'était pas très intelligent » et qu'il « ne gagnait pas beaucoup d'argent ».
Les souvenirs de Tacoma chez Ted Bundy varient d'un biographe à un autre : à Michaud et Aynesworth, il racontait vagabonder dans le voisinage, fouillant dans les poubelles à la recherche de photos de femmes nues. À l'avocate Polly Nelson (en), il disait parcourir des magazines de détective, des romans criminels et des documentaires sur des crimes authentiques à la recherche d'histoires impliquant de la violence sexuelle, particulièrement lorsque illustrées de photos de personnes décédées ou de corps mutilés. Toutefois, dans une lettre à Rule, il affirma qu'il n'avait « jamais, jamais lu de magazines de faits de détective et [qu'il] frissonnait à l'idée » que quelqu'un le ferait. À Michaud, il affirma consommer de grandes quantités d'alcool et qu'il « sondait » la communauté, tard la nuit, à la recherche de fenêtres sans rideau où il pouvait observer des femmes se déshabiller ou n'importe quoi d'autre qu'il aurait pu voir.
Les descriptions de sa vie sociale varient également : il dit à Michaud et Aynsworth qu'il choisit d'être seul à l'adolescence parce qu'il était incapable de comprendre les relations interpersonnelles. Bien qu'il maintînt une façade d'activité sociale à l'école, il affirma qu'il ne sentait pas naturellement comment il pouvait se lier d'amitié : « Je ne savais pas ce qui faisait que les gens voulaient être amis ». Cependant, les amis de Bundy du Woodrow Wilson High School à Tacoma dirent à Rule qu'il y était « bien connu et apprécié », qu'il était « un poisson de taille moyenne dans un grand aquarium ».
Son seul passe-temps significatif était le ski, qu'il pratiquait avec enthousiasme en utilisant de l'équipement volé et des billets falsifiés. Durant sa scolarité dans le secondaire, il fut arrêté au moins à deux reprises sur des soupçons de cambriolage et de vol de véhicule. Lorsqu'il atteignit 18 ans, les détails de ces incidents furent rayés de son dossier, comme c'est l'usage dans l'État de Washington et dans la plupart des autres États américains.

#### Années universitaires (1965-1974)

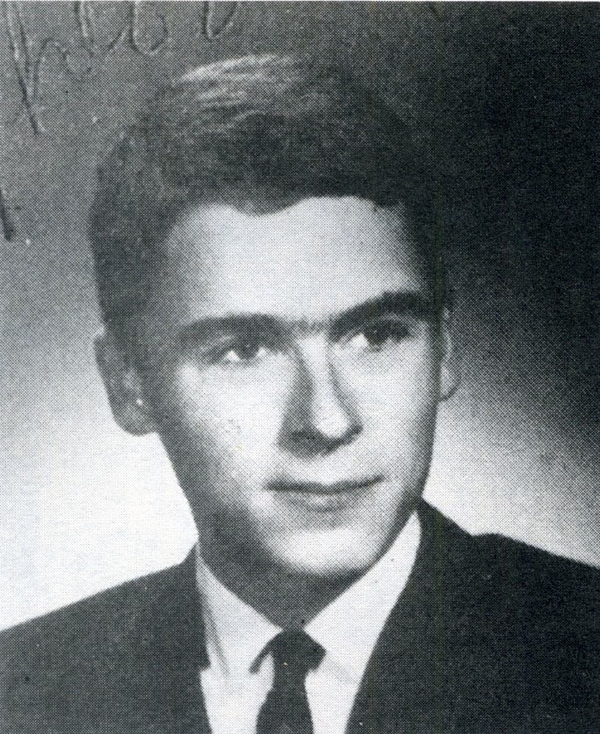
Ted Bundy à l'université en 1965.

À la fin de ses études secondaires en 1965, Bundy passe une année à l'université de Puget Sound (UPS) avant de changer pour l'université de Washington (UW) en 1966 pour étudier le chinois. En 1967, il développe une relation avec une autre étudiante de l'UW, identifiée dans les biographies de Bundy par plusieurs pseudonymes, le plus commun étant Stephanie Brooks. Au début de l'année 1968, il quitte l'université et occupe une série d'emplois au salaire minimal. Cette même année, il est également bénévole au bureau de Seattle de la campagne présidentielle de Nelson Rockefeller et, en août, il est présent à la convention nationale (en) du Parti républicain à Miami Beach en tant que délégué de Rockefeller. Peu de temps après, Stephanie Brooks met fin à leur relation et retourne au domicile familial en Californie, frustrée par ce qu'elle décrit comme étant l'immaturité et le manque d'ambition de Bundy. La psychiatre Dorothy Lewis (en) décrira plus tard cette crise comme « … probablement un moment décisif de son développement. ». Dévasté par le rejet de Stephanie, Bundy se rend au Colorado et plus à l'est, rendant visite à des parents dans l'Arkansas et à Philadelphie, et s'inscrit même pour un semestre à l'université Temple. C'est à ce moment, au début de 1969, que Bundy, selon ce qu'en croit Rule, se rend au bureau des actes de naissance à Burlington et qu'il obtient confirmation de l'identité de ses vrais parents,.
De retour dans l'État de Washington à l'automne 1969, il y rencontre Elizabeth Kloepfer (identifiée dans la littérature de Bundy comme Meg Anders, Beth Archer ou Liz Kendall), une femme divorcée d’Ogden, dans l'Utah, qui travaille comme secrétaire à l’école de médecine de l’université de Washington. Leur relation houleuse se poursuivra bien après son incarcération initiale dans l'Utah à l'été 1976. À la mi-1970, maintenant concentré et axé sur un objectif, il s'inscrit à l’UW, cette fois à la majeure en psychologie. Il devient un étudiant brillant, bien vu de ses professeurs. En 1971, il accepte un emploi au service d’assistance suicide dans un centre de crise à Seattle. Là, il rencontre et travaille avec Ann Rule, une ancienne policière et aspirante écrivain qui deviendra plus tard l'auteur d'une des biographies les plus fouillées de Ted Bundy, The Stranger Beside Me. Rule ne voit rien de troublant dans la personnalité de Bundy à ce moment, le décrivant comme étant « gentil, attentionné et empathique ».
Après avoir obtenu un Bachelor of Arts de l’UW « avec distinction » en juin 1972, Bundy se joint à la campagne de réélection du gouverneur républicain Daniel J. Evans. Étudiant à l'université, il suit comme son ombre l’adversaire de Evans, son prédécesseur Albert Rosellini, allant jusqu'à enregistrer son discours d'inauguration de campagne pour qu'il soit analysé par l’équipe de Evans,. Après la réélection de Evans (en), il est engagé en avril 1973 comme assistant de Ross Davis, le président du Parti Républicain de l'État de Washington. Davis a une bonne opinion de Bundy, le décrivant comme « intelligent, agressif… et quelqu'un qui croit au système ». Au début de 1973, malgré des résultats médiocres au test d'admission, Bundy est accepté aux facultés de droit de l'UPS et de l'université de l'Utah, grâce aux lettres de recommandation (en) de Evans, Davis et plusieurs professeurs de psychologie de l'UW,.
Durant une excursion professionnelle à Sacramento pour le Parti républicain, à l'été 1973, Bundy reprend contact avec son ex-petite amie, Brooks, à San Francisco, qui s'émerveille devant sa transformation en jeune homme professionnel sérieux et dévoué, apparemment à la veille d'une belle carrière en droit et en politique. Il continue également à fréquenter Kloepfer ; aucune des deux femmes n'est au courant de l'existence de l'autre. À l'automne 1973, Bundy s'inscrit à la faculté de droit de l'UPS (en) et continue de courtiser Brooks, qui est allée en avion à plusieurs reprises à Seattle pour y séjourner avec lui. Ils évoquent le mariage ; il la présente un jour à Davis comme sa fiancée. Au mois de janvier 1974, en revanche, il rompt subitement tout contact avec Brooks ; les appels téléphoniques et les lettres de cette dernière restent sans réponse. Réussissant à le joindre par téléphone un mois plus tard, Stephanie Brooks demande pourquoi Bundy a mis fin à leur relation sans explication. Sur un ton monotone et calme, il répond « Stephanie, je n'ai aucune idée de ce que tu veux dire… » et raccroche. Elle n'aura plus jamais de ses nouvelles. Plus tard, il explique : « je voulais seulement me prouver à moi-même que j'aurais pu l'épouser ». Cette rupture avec Stephanie sera un tournant dans sa vie. À peu près au même moment, Bundy commence à ne plus suivre ses cours à la faculté de droit, puis cesse complètement d'y assister au mois d'avril, alors que des jeunes femmes commencent à disparaître dans le Nord-Ouest des États-Unis.

### Premières séries de meurtres (1974-1975)

#### Nord-Ouest Pacifique (1974)
Il n'y a pas de consensus sur le moment et le lieu où Bundy a commencé à tuer des femmes. Il raconte différentes histoires à différentes personnes, et il refuse de divulguer les spécificités de ses premiers crimes, même lorsqu'il avoue une douzaine de meurtres commis plus tard — détails sordides à l'appui — durant les jours précédant son exécution. Il dit à Polly Nelson (en) que sa première tentative d'enlèvement date de 1969 à Ocean City dans le New Jersey, mais qu'il n'avait tué personne avant 1971, à Seattle. Par ailleurs, il dit au psychologue médico-légal Art Norman qu'il a tué deux femmes à Atlantic City, toujours dans le New Jersey en 1969, alors qu'il visitait de la famille à Philadelphie,. En s'adressant à Robert D. Keppel (en), policier chargé d'enquêtes sur des homicides, il fait allusion à un meurtre à Seattle en 1972 et à un autre en 1973 impliquant un auto-stoppeur près de Tumwater dans l'État de Washington, mais refuse d'entrer dans les détails. La chanteuse Debbie Harry affirme lui avoir échappé pendant l'été 1972,. Rule et Keppel croient tous les deux que Ted Bundy a probablement commencé à tuer à l'adolescence,. Certains éléments suggèrent qu'il aurait enlevé et tué Ann Marie Burr (en), âgée de 8 ans, à Tacoma, en 1961, alors qu'il était âgé de 14 ans, mais il nie ces allégations à plusieurs reprises. Ses premiers homicides documentés sont commis en 1974, à l'âge de 27 ans. Pendant ce temps, il a (de son propre aveu) acquis la maîtrise des aptitudes dont il a besoin — avant que n'apparaissent les techniques d'empreintes génétiques — afin de ne laisser qu'un minimum de preuves sur les scènes de crime.
Peu après minuit, le 4 janvier 1974 — à peu près au même moment où il met fin à sa relation avec Brooks — Bundy entre dans la chambre en sous-sol de Joni Lenz (pseudonyme, 18 ans, danseuse et étudiante à l'UW). Après l'avoir frappée à la tête avec un tuyau en métal provenant de la base de son lit, il l'agresse sexuellement avec un spéculum, provoquant d'importantes blessures internes. Elle demeure inconsciente pendant dix jours, mais survit avec des lésions permanentes au cerveau,. Un mois plus tard, de nouveau tard dans la nuit, Bundy entre par effraction dans la chambre de Lynda Ann Healy, une étudiante de premier cycle à l'UW, qui, le matin à la radio, annonce les rapports météorologiques pour les skieurs. Il la bat jusqu'à ce qu'elle soit inconsciente, l'habille avec un jean, une blouse blanche et des bottes et la transporte ailleurs.
Des étudiantes continuent de disparaître au rythme d'environ une par mois. Au mois de mars, Donna Gail Manson, une étudiante de 19 ans à l'Evergreen State College d'Olympia, environ 95 kilomètres au sud-ouest de Seattle, quitte son dortoir pour se rendre à un concert de jazz sur le campus, et n'en revient jamais. En avril, Susan Elaine Rancourt disparaît alors qu'elle se rend à un film après une rencontre en soirée avec son conseiller à la Central Washington University d'Ellensburg, à 175 km au sud-est de Seattle,. Deux étudiantes à Central Washington se rendent au commissariat de police plus tard pour signaler deux rencontres — une la journée de la disparition de Rancourt et l'autre trois jours auparavant — avec un homme qui porte un bras en écharpe et qui demande de l'aide afin de transporter une pile de livres à sa Volkswagen Coccinelle de couleur brune ou beige,,. Le 6 mai, Roberta Kathleen Parks quitte son dortoir de l'université d'État de l'Oregon à Corvallis, 415 km au sud de Seattle, pour aller prendre un café avec des amis au Student Union Building. On ne la reverra plus jamais.

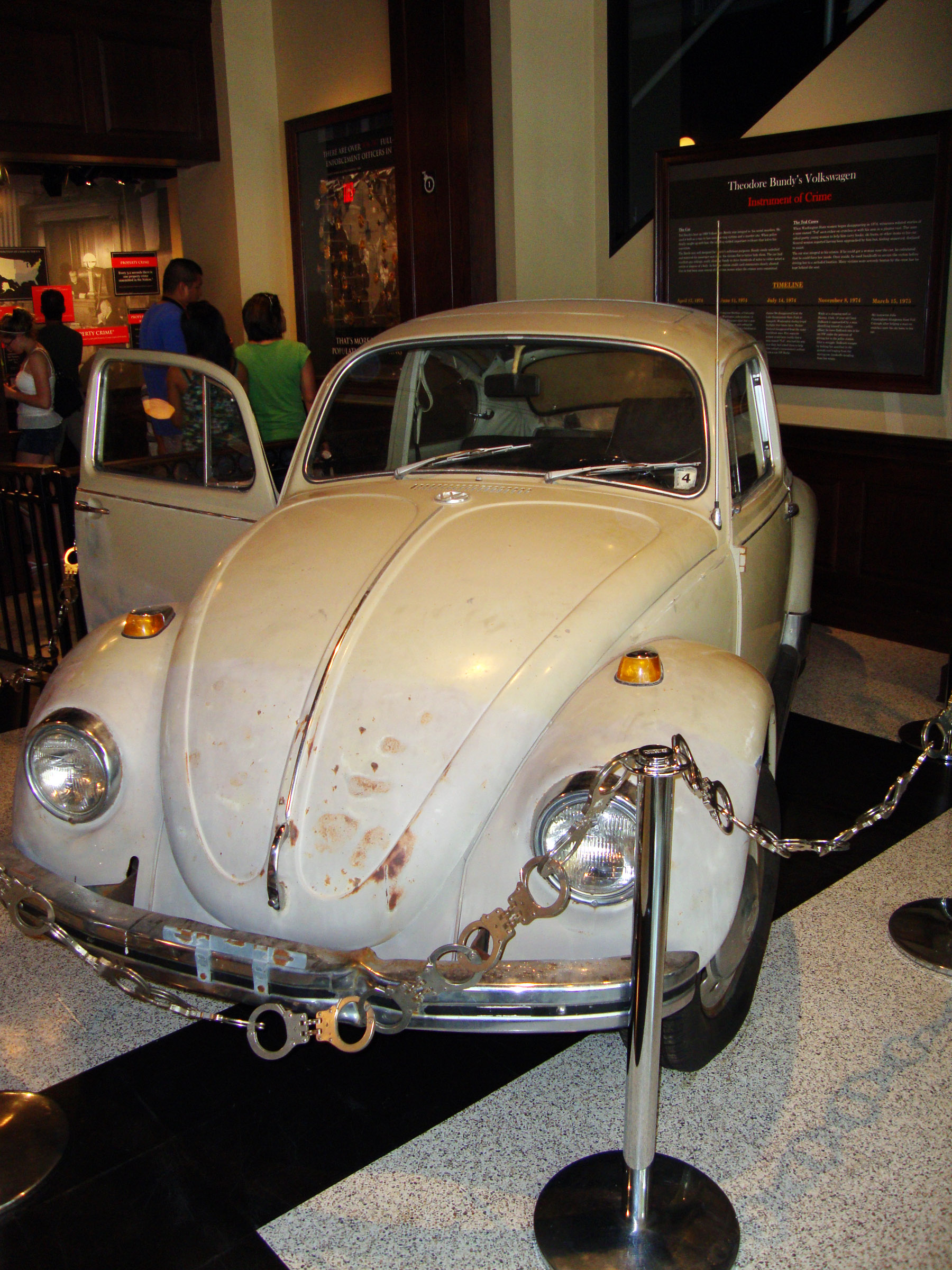
La Volkswagen Coccinelle modèle 1968 qui a servi aux desseins de Ted Bundy. En 2012, elle est exposée au.

Les agents de l'unité des crimes contre la personne du département de police de Seattle (en) deviennent de plus en plus inquiets. Il n'y a pas d'élément tangible, et les femmes disparues ont peu de choses en commun, mis à part le fait qu'elles sont jeunes, attirantes, étudiantes de cycle supérieur et d'apparence européenne aux cheveux longs séparés par le milieu. Le 1er juin, Branda Carol Ball, 22 ans, disparaît après avoir quitté la Flame Tavern à Burien près de l'aéroport international de Seattle-Tacoma. On la voit pour la dernière fois en train de discuter dans un parking avec un homme aux cheveux bruns avec le bras en écharpe. Au petit matin du 11 juin, Georgeann Hawkins disparaît alors qu'elle marche le long d'une allée bien éclairée entre la résidence de dortoirs de son petit ami et sa maison de l'association étudiante. Le matin suivant, trois enquêteurs de Seattle et un criminaliste passent au peigne fin l'allée entière, mais ne trouvent rien. Après que la disparition de Hawkins est rendue publique, des témoins rapportent avoir vu un homme cette nuit-là dans l'allée derrière un dortoir tout près. L'homme avait des béquilles, portait un plâtre chirurgical à la jambe et avait de la difficulté à transporter une mallette. Une femme raconte que l'homme lui a demandé de l'aide pour apporter la mallette à sa voiture, une Volkswagen Coccinelle de couleur brun pâle.
Durant cette période, Bundy travaille au ministère des Services d'urgence de l'État de Washington (DES) à Olympia – une agence gouvernementale impliquée dans la recherche des femmes disparues. Là, il rencontre et fréquente Carole Ann Boone (1947-2018), une mère de deux enfants, divorcée à deux reprises et qui, six ans plus tard, jouera un rôle important dans sa fin de vie.
Le signalement des six femmes disparues et de l'attaque brutale de Lenz apparaissent partout dans les journaux et à la télévision dans les États de Washington et de l'Oregon. La peur se répand au sein de la population ; les jeunes femmes abandonnent rapidement l'auto-stop. Alors que la pression sur les agences judiciaires augmente, le manque d'éléments entrave leur travail. La police ne peut pas révéler aux journalistes le peu d'informations qu'elle détient, par peur de compromettre l'enquête. Plus de similarités entre les victimes sont tout de même notées : toutes les disparitions surviennent la nuit, habituellement près d'un site en cours de construction, moins d'une semaine avant les examens de mi-session ou de fin d'année ; toutes les victimes portent des pantalons noirs ou des jeans bleus. De plus, sur la plupart des scènes de crime se trouve un homme portant un plâtre ou une écharpe conduisant une coccinelle de marque Volkswagen de couleur brun pâle ou beige.
La série de meurtres de la côte Nord-Ouest culmine le 14 juillet avec la disparition de deux femmes en plein jour sur une plage bondée du lac Sammamish à Issaquah, à environ 30 km à l'est de Seattle. Cinq témoins féminins décrivent un beau jeune homme portant un ensemble de tennis blanc avec le bras gauche en écharpe et parlant avec un léger accent, peut-être canadien ou britannique. Se présentant sous le nom de « Ted », il leur demande de l'aide pour sortir un bateau à voile de sa voiture, une Coccinelle Volkswagen de couleur beige ou bronze. Quatre refusent et une l'accompagne jusqu'à sa voiture mais, voyant qu'il n'y a pas de bateau, s'enfuit en courant. Trois autres témoins le voient approcher Janice Anne Ott, 23 ans, un agent de probation au King County Juvenile Court, avec l'histoire du bateau à voile, et le voient quitter la plage en sa compagnie. Environ quatre heures plus tard, Denise Naslund, une jeune femme de 18 ans qui étudie pour devenir programmeuse informatique, quitte un pique-nique pour se rendre aux toilettes et ne revient pas. Bundy dira plus tard à Stephen G. Michaud qu'Ott était toujours vivante lorsqu'il est revenu avec Naslund et qu’il a forcé l'une d'entre elles à regarder pendant qu'il assassinait l'autre, — une affirmation qu’il rétracte à la veille de son exécution.
La police du comté de King, tenant une description détaillée du suspect et de sa voiture (ainsi que son prénom : Ted), poste des prospectus à travers Seattle. Un portrait-robot extrêmement ressemblant est diffusé dans les journaux régionaux et par les stations de télévision locales. Elizabeth Kloepfer, Ann Rule, l'un de ses anciens collègues du DES ainsi qu'un professeur de psychologie de l'université de Washington reconnaissent la description, le portrait ainsi que la voiture, et font donc de Ted Bundy un suspect ; mais les enquêteurs, qui reçoivent alors jusqu'à 200 indices par jour, croient initialement qu'il est peu probable qu'un étudiant en droit d'apparence soignée et sans dossier criminel en tant qu'adulte puisse être le coupable.
Le 6 septembre, soit près de deux mois plus tard, deux chasseurs de tétras trébuchent sur les restes d'Ott et Naslund près d'une route de service à Issaquah, 3 km à l'est du parc d'État du lac Sammamish (en). Un fémur supplémentaire et plusieurs vertèbres trouvés sur le site seront plus tard identifiés par Bundy comme appartenant à Georgeann Hawkins. Six mois plus tard, les crânes et les mâchoires de Healy, Rancourt, Parks et Ball sont retrouvés à Taylor Mountain, où Bundy se promenait fréquemment, à une quinzaine de kilomètres au sud-est d'Issaquah. Tous montrent d'importantes blessures provoquées par l'usage d'un instrument contondant.

#### États des montagnes (1974-1975)
En août 1974, Bundy reçoit une seconde admission à la faculté de droit de l'université de l'Utah et déménage à Salt Lake City, laissant Elizabeth Kloepfer à Seattle. Bien qu'il lui téléphone souvent, il fréquente « au moins une douzaine » d'autres femmes. Alors qu’il est en première année de droit pour la deuxième fois, « il était dévasté d'apprendre que d'autres étudiants en droit avaient quelque chose, une certaine capacité intellectuelle, qu'il n'avait pas. Il trouva les cours complètement incompréhensibles. "Ce fut une grande déception pour moi", dit-il. » Quelque temps durant l'année, il habite en Utah. Pendant cette période, il est baptisé au sein de l'Église mormone même s'il n'est pas un participant actif aux rites et qu'il ignore la plupart des restrictions imposées par cette église,. Pourtant, lorsqu'on lui demande sa religion au moment de son arrestation, Bundy répond « Méthodiste », la religion de son enfance.
Une nouvelle vague d'homicides commence le mois suivant, dont deux pour lesquels les victimes ne sont découvertes qu'après que Bundy avoue, peu avant son exécution. Le 2 septembre, dans l'Idaho, il viole et étrangle une auto-stoppeuse non identifiée, puis retourne le jour suivant photographier et démembrer le cadavre,. Le 2 octobre suivant, il enlève Nancy Wilcox, 16 ans, à Holladay, banlieue de Salt Lake City, et l'emmène dans un bois dans le but, selon ses propres termes, de « désescalader » ses pulsions pathologiques. Son intention aurait ainsi été de la violer avant de la relâcher. Toutefois, il l'étrangle, accidentellement selon lui, en tentant de la faire taire. Ses restes sont enterrés, dit-il, quelque part près du parc national de Capitol Reef, quelque 350 kilomètres au sud d'Holladay, mais n'ont jamais été retrouvés.
Le 18 octobre, Melissa Anne Smith, 17 ans, fille du chef de la police de Midvale Louis Shirley Smith (1927-1985), disparaît après avoir quitté une pizzeria. Sa dépouille entièrement dénudée est retrouvée à Summit Park, neuf jours plus tard. Son autopsie indique qu'elle a pu rester en vie jusqu'à sept jours après sa disparition,. Le 31 octobre, environ 40 kilomètres au sud de Lehi, toujours dans l'Utah, Laura Ann Aime, également âgée de 17 ans, disparaît après avoir quitté un café peu après minuit.  Sa dépouille entièrement dénudée est retrouvée par des randonneurs non loin de l'American Fork Canyon (en) dans les montagnes Wasatch le jour de l'Action de Grâce. Les femmes ont toutes deux été battues, violées et sodomisées, puis étranglées avec une paire de bas en nylon,. Des années plus tard, Bundy décrit ses rituels post-mortem avec les restes de Smith et Aime, y compris le lavage de leurs cheveux et l'application de maquillage,.
Le 8 novembre, lors d'une soirée pluvieuse à Murray, Ted Bundy aborde une opératrice téléphonique de 18 ans, Carol DaRonch, à proximité du centre commercial Fashion Place (en) à un kilomètre du restaurant de Midvale où Melissa Anne Smith a été vue pour la dernière fois. Il s'identifie en tant qu'« agent Roseland » du département de police de Murray, dit à DaRonch que quelqu'un a essayé de voler son automobile et lui demande de l'accompagner au poste pour remplir une plainte. Lorsque DaRonch lui signale qu'il conduit sur une route qui ne mène pas au poste de police, il se gare immédiatement dans l'accotement et essaye de la menotter. DaRonch se débattant, Bundy ferme par erreur les deux menottes au même poignet. DaRonch parvient à ouvrir la porte de la voiture et à prendre la fuite. Plus tard durant la soirée, Debra Kent, une lycéenne de 17 ans de Bountiful dans l'Utah, à environ 30 km de Murray, disparaît après avoir quitté une pièce de théâtre de l'école afin d'aller chercher son frère. La professeur de théâtre ainsi qu'une autre étudiante déclarent à la police qu’un « étranger » leur a demandé de l'accompagner dans le parking afin d'identifier une voiture. Une autre étudiante voit plus tard le même homme dans le fond de l'auditorium et le professeur d'art l'aperçoit encore peu de temps après la fin de la représentation. À l'extérieur de l'auditorium, les enquêteurs retrouvent une clé qui déverrouille les menottes enlevées du poignet de Carol DaRonch.
En novembre, Elizabeth Kloepfer, dont les lectures l'ont informée de la disparition de jeunes femmes autour de Salt Lake City, appelle la police du comté de King une deuxième fois. L'agent Randy Hergesheimer, de l'unité des crimes majeurs, l'interroge en détail. Pendant ce temps, les suspicions sur Bundy se sont considérablement renforcées, mais le témoin du lac Sammamish considéré comme le plus fiable par les enquêteurs ne parvient pas à l'identifier lors d'une séance d'identification photographique. En décembre, Elizabeth Kloepfer appelle Delmar L. « Swede » Larson, le shérif du comté de Salt Lake, et lui fait part de ses doutes. Le nom de Bundy est ajouté à la liste de suspects, mais à ce stade, aucune preuve sérieuse ne le lie aux crimes de l'Utah.
En janvier 1975, Ted Bundy retourne à Seattle pour ses examens finaux et passe une semaine avec Elizabeth Kloepfer, qui ne lui dit pas qu'elle l'a signalé à trois reprises à la police. Elle fait des plans pour lui rendre visite à Salt Lake City en août. En 1975, Bundy déplace la plupart de ses activités criminelles à l'est de sa base en Utah, au Colorado. Le 12 janvier, une infirmière de 23 ans nommée Caryn Campbell disparaît alors qu'elle marche dans un couloir bien éclairé entre l'ascenseur et sa chambre au Wildwood Inn (aujourd'hui Wildwood Lodge) à Snowmass, 640 km au sud-est de Salt Lake City. Sa dépouille entièrement dénudée est retrouvée un mois plus tard près d'une route de terre toute proche de l'hôtel. Elle a été tuée de coups à la tête provenant d'un objet contondant qui a laissé des dépressions linéaires rainurées sur son crâne ; son corps montre également des coupures profondes causées par une arme blanche.
À une centaine de kilomètres au nord-est de Snowmass, le 15 mars, la monitrice de ski Julie Cunningham, 26 ans, disparaît à Vail alors qu'elle s'éloigne à pied de son appartement pour aller dîner avec un ami. Bundy dira plus tard aux enquêteurs du Colorado qu'il l'a approchée en béquilles, et qu'il lui a demandé de l'aide pour rapporter ses bottes de ski à sa voiture, où il l'a frappée et menottée, puis l'a étranglée près de la ville de Rifle, 140 km à l'ouest de Vail. Quelques semaines plus tard, il fait un voyage de six heures à partir de Salt Lake City pour revisiter les restes de ses victimes.

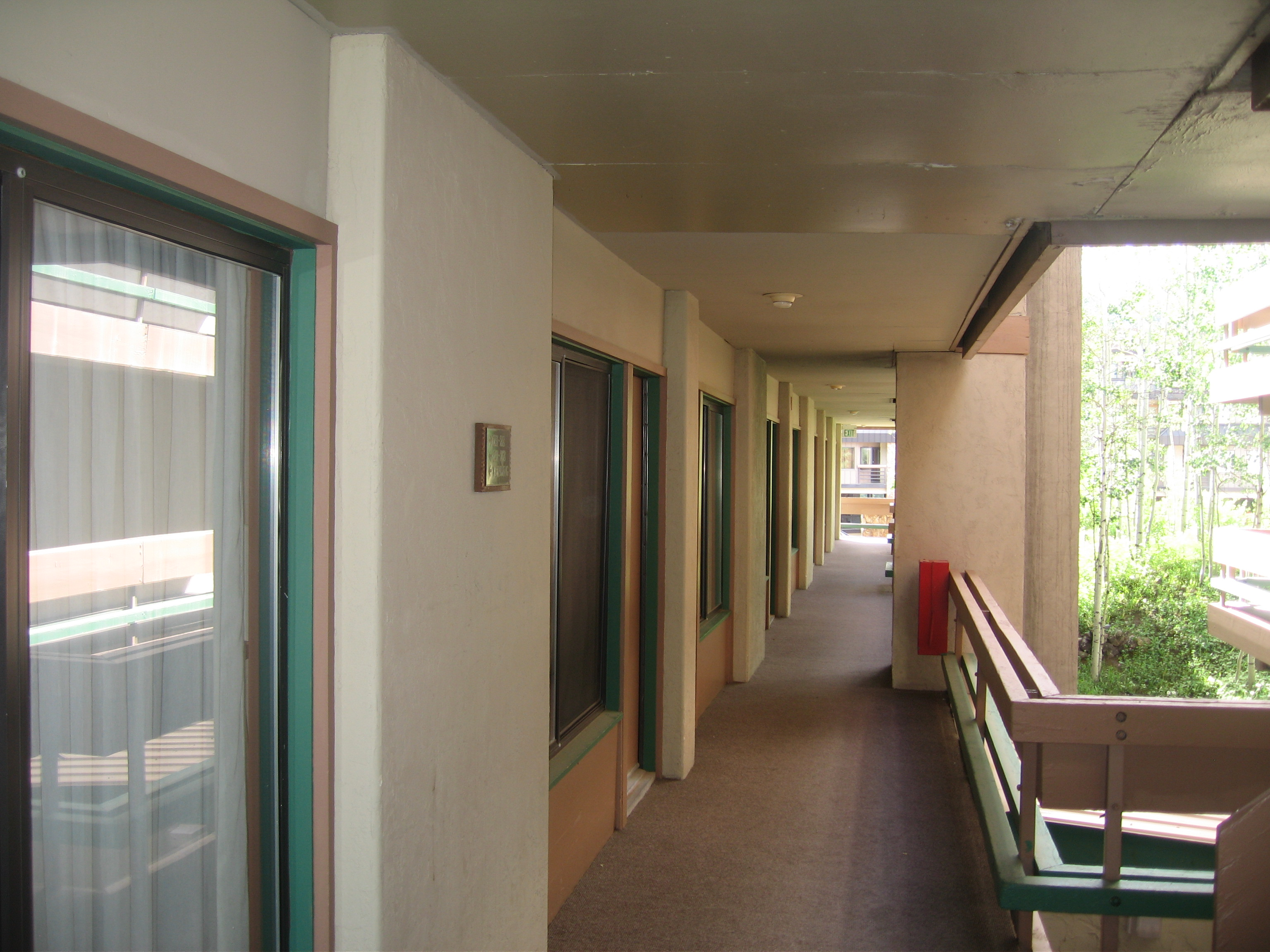
Caryn Campbell disparaît le 12 janvier 1975 alors qu'elle marchait dans ce couloir d'hôtel bien éclairé.

Denise Oliverson, 25 ans, disparaît près de la frontière entre les États de l'Utah et du Colorado à Grand Junction, le 6 avril, alors qu'elle se rend chez ses parents à vélo ; sa bicyclette et ses sandales sont retrouvées sous un viaduc près d'un pont ferroviaire. Le 6 mai, Ted Bundy enlève Lynette Dawn Culver, 12 ans, à Pocatello dans l’Idaho, un peu plus de 255 km au nord de Salt Lake City. Il l'amène à sa chambre d'hôtel, où il l'agresse sexuellement puis la noie. À la mi-mai, trois collègues de Bundy des Services d'urgence de l'État de Washington (DES), dont Carole Ann Boone, lui rendent visite à Salt Lake City et restent à son appartement pendant une semaine. Bundy passe une semaine à Seattle avec Elizabeth Kloepfer au début de juin et ils évoquent un mariage pour le Noël suivant. Une fois de plus, Kloepfer ne mentionne aucune de ses discussions avec la police du comté de King et le bureau du shérif du comté de Salt Lake, et Bundy ne révèle ni la relation qu'il entretient avec Boone, ni sa relation simultanée avec une étudiante en droit de l'Utah, connue sous les pseudonymes de Kim Andrews ou Sharon Auer.
Le 28 juin, Susan Curtis disparaît du campus de l'université Brigham Young à Provo dans l'Utah, environ 70 km au sud de Salt Lake City. Le meurtre de Curtis est le dernier qu'avoue Bundy, enregistré sur cassette peu de temps avant son exécution. Les corps de Wilcox, Kent, Cunningham, Curtis et Oliverson n'ont jamais été retrouvés.
Dans l'État de Washington, les enquêteurs ont tous de la difficulté à analyser la série de meurtres du Nord-Ouest Pacifique qui prend fin aussi abruptement qu'elle a commencé. Avec la volonté de trouver un sens à une quantité incroyable d'informations, ils ont recours à la stratégie, alors innovatrice, de compiler une base de données. Ils utilisent l'ordinateur des payes du comté de King, une « grosse machine primitive » comparée aux standards contemporains, mais la seule disponible pour leurs besoins. Après avoir saisi les multiples listes qu'ils ont compilées — collègues de classe et amis de chaque victime, propriétaires de Volkswagen nommé « Ted », délinquants sexuels connus, etc. —, ils lancent l'ordinateur sur la recherche de coïncidences. De plusieurs milliers de noms, vingt-six se retrouvent sur quatre listes différentes ; l'un d'eux est celui de Ted Bundy. Les policiers compilent également une liste de leur cent « meilleurs » suspects, et Bundy est aussi sur cette liste. Il est « littéralement sur le dessus de la pile » des suspects quand l'annonce de son arrestation arrive de l'Utah.

### Premières confrontations avec la justice (1975-1977)

#### Première arrestation (1975)
Le 16 août 1975, Bundy est arrêté par Robert Allen "Bob" Hayward (1926-2017), sergent de la police de la route de l'Utah (en), à Granger (une ville en banlieue de Salt Lake City, aujourd'hui appelée West Valley City). Hayward a observé Bundy traverser une zone résidentielle dans les heures précédant l'aube ; Bundy a fui la zone à toute vitesse après avoir vu la voiture de police. L'agent fouille la voiture après avoir remarqué que le siège passager avant de la Coccinelle VolksWagen a été retiré et placé sur les sièges arrière. Il trouve un masque de ski, un deuxième masque fabriqué avec des bas de collants en nylon, un pied de biche, des menottes, des sacs-poubelle, une bobine de corde, un pic à glace et d'autres articles qui lui semblent au départ pouvoir être des outils de cambriolage. Bundy explique que le masque de ski est destiné à la pratique de cette activité sportive, qu'il a trouvé les menottes dans une benne à ordures ménagères et que les autres objets sont des articles ménagers courants. Cependant, l'enquêteur Gerald Sylvester "Jerry" Thompson (1938-2019) se souvient de la description similaire d'un suspect et de la voiture ayant servi à l'enlèvement de Carol DaRonch en novembre 1974, qui correspondent au nom de Bundy d'après l'appel téléphonique de Kloepfer en décembre 1974. Lors de la fouille de l'appartement de Bundy, la police trouve un guide des stations de ski du Colorado avec une annotation du Wildwood Inn et une brochure annonçant le spectacle de la Viewmont High School à Bountiful, où Debra Kent a disparu. La police ne dispose pas de preuves suffisantes pour garder Bundy en détention et il est libéré. Bundy déclare plus tard que les policiers sont passés à côté d'une collection cachée de photographies Polaroid de ses victimes, qu'il a détruites après sa libération. 
La police de Salt Lake City place Bundy sous surveillance 24h/24 et Jerry Thompson va en avion à Seattle avec deux autres enquêteurs afin d'interroger Kloepfer. Elle leur dit que l'année précédant le déménagement de Bundy en Utah, elle a découvert des objets qu'elle « ne s'explique pas » dans sa maison et dans l'appartement de Bundy. Ces articles englobent des béquilles, un sac de plâtre de Paris qu'il a admis avoir volé dans une maison de fournitures médicales et un couperet à viande qui n'a jamais été utilisé pour cuisiner. Il y a également d'autres objets tels que des gants chirurgicaux, un couteau oriental dans un étui en bois qu'il gardait dans sa boîte à gants et un sac plein de vêtements pour femmes. Bundy est perpétuellement endetté et Kloepfer soupçonne qu'il a volé presque tout ce qui a une valeur significative parmi ce qu'il possède. Quand elle l'interroge concernant un nouveau téléviseur et une nouvelle chaîne stéréo, il l'avertit : « Si tu le dis à quelqu'un, je te tordrai le cou ». Elle explique que Bundy était « très contrarié » chaque fois qu'elle envisageait de se couper les cheveux, qui étaient longs avec la raie au milieu. Elle se réveille parfois au milieu de la nuit pour le trouver sous les couvertures avec une lampe de poche, examinant son corps. Les enquêteurs confirment que Bundy n'était pas avec Kloepfer les nuits où les victimes du Nord-Ouest ont disparu, ni le jour où Ott et Naslund ont été enlevées. Peu après, Kloepfer est interrogée par Kathleen "Kathy" McChesney, chargée d'enquêtes sur les homicides à Seattle, et apprend l'existence de Stephanie Brooks et sa brève liaison avec Bundy vers Noël 1973. Le 19 septembre 1975, Bundy vend sa Volkswagen Coccinelle à Bryan Lee Severson, un adolescent de 17 ans résidant à Midvale. La police de l'Utah la confisque et les techniciens du FBI démontent et fouillent la voiture. Ils trouvent des cheveux correspondant à des échantillons provenant du corps de Caryn Campbell. Plus tard, ils identifient également des mèches de cheveux « microscopiquement indistinguables » de celles de Melissa Anne Smith et Carol DaRonch. Le spécialiste du laboratoire du FBI Robert Neill conclut que la présence dans une voiture de mèches de cheveux correspondant à trois victimes différentes, qui ne se sont jamais rencontrées auparavant, est une « coïncidence d'une rareté époustouflante ».
Le 2 octobre 1975, les policiers placent Bundy dans une salle d'identification. DaRonch l'identifie immédiatement comme « l'officier Roseland » et des témoins de Bountiful le reconnaissent comme l'étranger aperçu à l'auditorium du lycée devant lequel Debra Kent a été enlevée. Il n'y a pas suffisamment de preuves pour le lier à Debra Kent (dont le corps n'a jamais été retrouvé, bien qu'un fragment de squelette trouvé près de l'école ait plus tard été identifié comme étant celui de Kent par analyse de son ADN), mais il y en a suffisamment pour l'accuser d'enlèvement aggravé et de tentative d'agression criminelle dans l'affaire DaRonch. Le 20 novembre, il est libéré sous caution de 15 000 $ (en tenant compte de l'inflation, cela équivaut à plus de 75 000 $ d'aujourd'hui), payée par ses parents, et passe la plupart du temps jusqu'au procès à Seattle dans la maison de Kloepfer. La police de Seattle n'a pas de preuves suffisantes pour l'inculper dans les meurtres du Nord-Ouest, mais le garde sous étroite surveillance. « Quand Ted et moi sortions sur le porche pour aller quelque part », écrit Kloepfer, « tant de voitures de police banalisées démarraient que cela ressemblait au début de l'Indy 500. »
Le 13 novembre 1975, les trois principaux enquêteurs sur l'affaire Bundy, c'est-à-dire Jerry Thompson de l'Utah, Robert D. Keppel (en) de Washington et Mike Fisher du Colorado, se rencontrent à Aspen, dans le Colorado, et échangent des informations avec 30 enquêteurs et procureurs de cinq États américains. Alors que les responsables quittent la réunion (plus tard connue sous le nom de « sommet d'Aspen ») convaincus que Bundy est le meurtrier qu'ils recherchent, ils conviennent que des preuves plus solides seront nécessaires avant qu'il ne puisse être accusé de l'un des meurtres.

#### Premier procès (1976)
Le 23 février 1976, le procès de Ted Bundy pour l'enlèvement de Carol DaRonch s'ouvre devant la troisième cour de district de Salt Lake City. Sur les conseils de son avocat, John D. O'Connell, Bundy renonce à son droit à un jury en raison de la publicité négative entourant l'affaire. Le 1er mars, le juge Stewart M. Hanson Jr. (1939-2008) le reconnaît coupable d'enlèvement aggravé et de tentative d'agression criminelle. Le 30 juin, il est condamné à une peine indéterminée allant de un à quinze ans d'emprisonnement et est immédiatement incarcéré à la prison d'État de l'Utah à Draper. Le 19 octobre, il est retrouvé caché dans des buissons de la cour de la prison avec un « kit d'évasion » — cartes routières, horaires des compagnies aériennes et carte de sécurité sociale — et il passe plusieurs semaines à l'isolement. Quelques jours plus tard, les autorités du Colorado l'accusent formellement du meurtre de Caryn Campbell. 

#### Extradition au Colorado (1977)

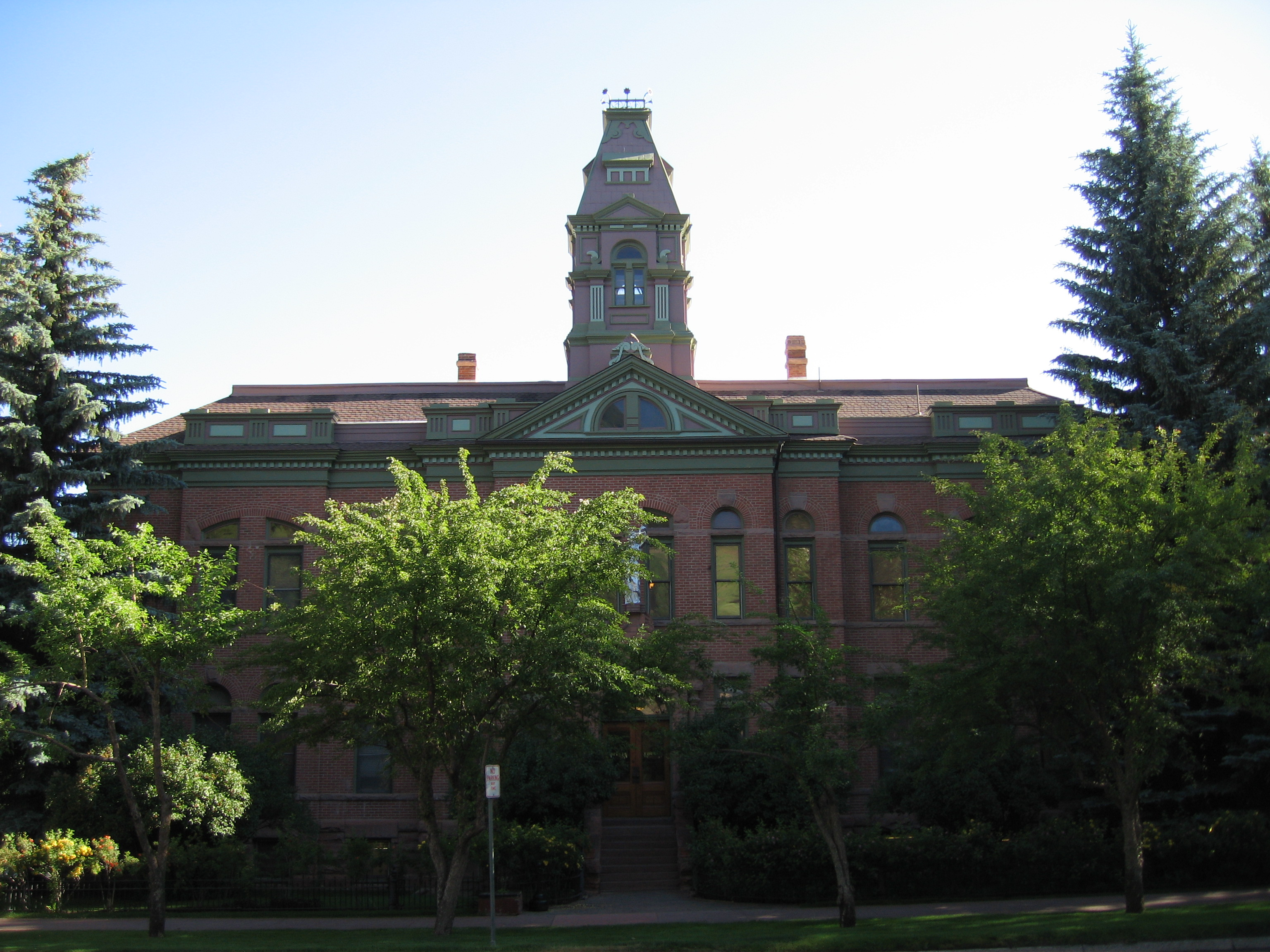
Palais de justice d'Aspen, où se déroule l'incarcération, puis l'audition et enfin la première évasion de Ted Bundy en 1977.

Après une période de résistance, il accepte l'extradition et est transféré à Aspen le 28 janvier 1977. Le transfert est assuré par Michael « Mike » Fisher, du bureau du procureur du 9e district judiciaire du Colorado (en), Frank George Edwin Tucker (1941-2006). 
L'audience préliminaire débute le 4 avril et l'instruction pour le meurtre de Caryn Campbell en restera à ce stade puisque, après la première évasion de Ted Bundy, la date d'ouverture du procès, initialement fixée au 14 novembre est reportée au 9 janvier 1978 (soit après sa seconde évasion). 
La prison du comté de Pitkin (située sous le palais de justice d'Aspen) ne pouvant légalement accueillir un suspect plus de 30 jours, Ted Bundy est transféré dans celle du comté de Garfield à Glenwood Springs, le 13 avril.

### Évasions (1977)

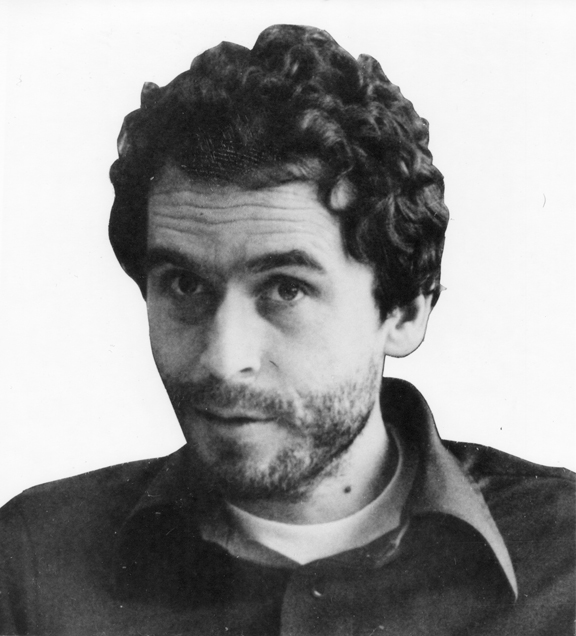
Ted Bundy sur son avis de recherche en 1977.

Arrêté, il s'évade à deux reprises de prison, dont une fois de façon spectaculaire de la prison du comté de Garfield dans le Colorado, le 30 décembre 1977,. Le 10 janvier 1978, Ted Bundy est placé sur la liste des dix criminels les plus recherchés par le FBI. Le 11 février 1978, il manque de peu d'être arrêté par Keith Dawes, un adjoint du shérif du comté de Léon, qui l'a vu verrouiller et déverrouiller la portière d'une Toyota volée avec une plaque d'immatriculation utilisée lors d'une tentative d'enlèvement trois jours plus tôt. Le 15 février 1978, il est arrêté — cette fois-ci définitivement — par l'officier de police David Lee à Pensacola (Floride).

### Procès de Floride (1979-1980)

#### Procès de l'attaque de la résidence Chi Omega de Tallahassee (1979)
Le 24 juillet 1979, après avoir assuré sa défense lui-même (grâce à ses études de droit et l'assistance de cinq avocats), il est reconnu coupable de deux assassinats (ceux de Lisa Janet Levy et de Margaret Elizabeth Bowman), de trois tentatives d'assassinat (sur Kathy Kleiner Rubin, Karen Chandler et Cheryl Thomas) et de deux cambriolages. Le 31 juillet 1979, le juge de la cour de circuit du comté de Dade Edward Cowart (en) le condamne deux fois à mort (une pour chaque charge d'assassinat) et lui adresse les mots suivants restés célèbres : 

« Le tribunal est parvenu à la conclusion que ces deux meurtres étaient effectivement odieux, atroces et cruels. Et qu'ils étaient d'une extrême sauvagerie, d'une férocité ignoble, monstrueux et le produit d'un dessein visant à infliger un haut degré de souffrance et d'une absence totale de compassion pour la vie humaine. Ce tribunal, indépendamment de, mais en accord avec la sentence consultative rendue par le jury, impose donc la peine de mort à l'accusé Theodore Robert Bundy.
Il est en outre ordonné que, à une telle date prévue, vous serez mis à mort par un courant électrique, suffisant pour causer votre mort immédiate, et ce courant électrique continuera de circuler dans votre corps jusqu'à ce que vous soyez mort.
Prenez soin de vous, jeune homme. Et je, je vous le dis sincèrement. Prenez soin de vous. C'est une tragédie pour ce tribunal d'assister à un tel gâchis total, je pense, d'humanité, le plus gros dont j'ai fait l'expérience dans ce tribunal.
Vous êtes un jeune homme intelligent. Vous auriez fait un bon avocat. J'aurais beaucoup aimé vous voir exercer devant moi. Mais vous avez choisi une autre voie, mon pote. Prenez soin de vous. Je n'ai aucune animosité envers vous. Je tenais à ce que vous le sachiez. »

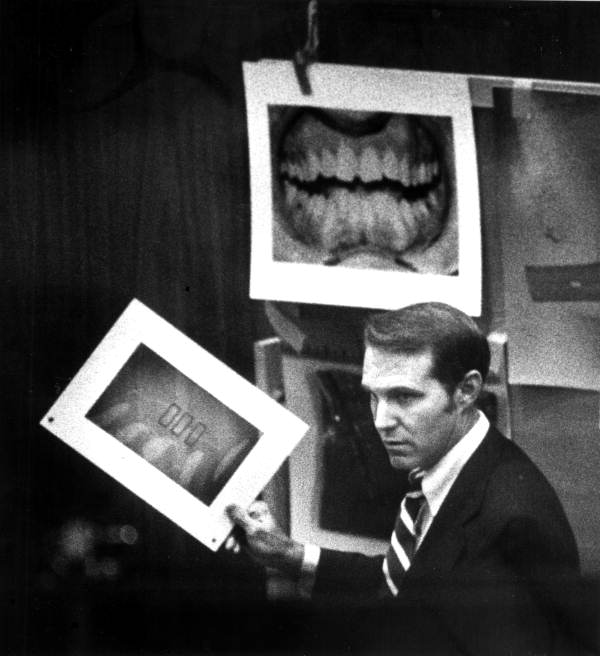
L'odontologiste Richard R. Souviron présente des preuves médico-légales contre Ted Bundy dans un tribunal de Tallahassee, le 21 mai 1979.

Le témoignage de Carol DaRonch (sa victime qui lui avait échappé cinq ans plus tôt dans l'Utah) et les empreintes de dents qu'il avait laissées sur les fesses de Lisa Janet Levy (l'une des étudiantes tuée lors de l'attaque de la résidence étudiante de la sororité Chi Omega à Tallahassee, le 15 janvier 1978) se sont avérés être des éléments décisifs dans cette première condamnation à mort de Ted Bundy. 

#### Procès du meurtre de Kimberly Leach (1980)

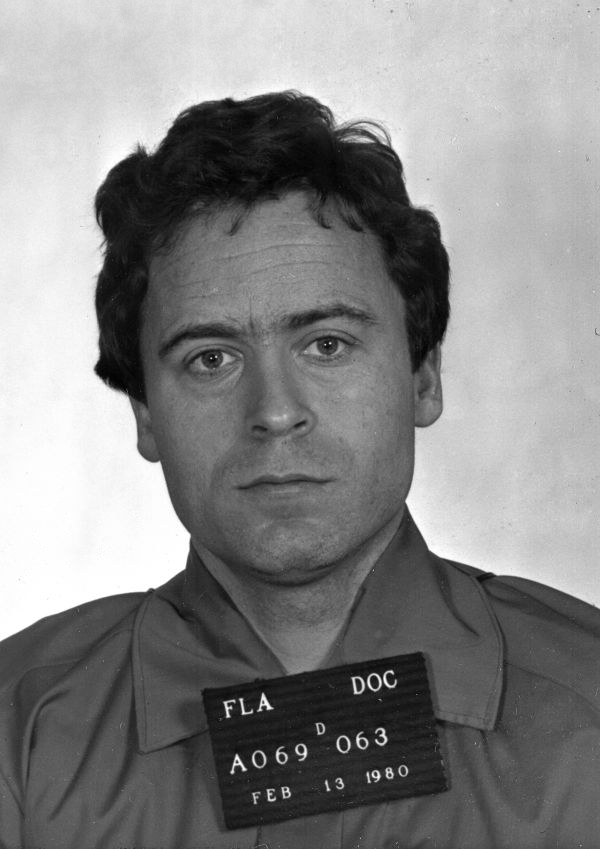
Photographie d'identité judiciaire de Ted Bundy prise quelques jours après sa troisième condamnation à mort, pour le meurtre de Kimberly Leach.

Le 7 janvier 1980, un nouveau procès pour meurtre s'ouvre, cette fois à Orlando. Ted Bundy y est accusé d'avoir tué Kimberly Diane Leach, une adolescente de 12 ans, disparue le 9 février 1978 à Lake City et dont les restes momifiés ont été retrouvés le 7 avril 1978 dans le parc d'État du fleuve Suwannee (en). C'est durant ce procès que Ted Bundy se marie avec le témoin de la défense Carole Ann Boone, le 9 février 1980. Le lendemain, il est une nouvelle fois condamné à la peine de mort. À l'annonce de la sentence, Ted Bundy s'exclame : « Dites au jury qu'ils ont eu tort ! ». C'est cette troisième condamnation à mort qui sera exécutée neuf ans plus tard dans l'enceinte de la prison de Starke.

### Couloir de la mort, confessions et exécution (1980-1989)
Carole Ann Boone rend visite à Ted Bundy dans le couloir de la mort et lui donne un « bébé parloir », une petite fille nommée Rose, née le 24 octobre 1981. En 1986, Carole Ann Boone divorce et quitte la Floride après qu'il a avoué certains de ses crimes et que des rumeurs lui prêtant une relation avec Diana Weiner (une avocate de la défense venue de Sarasota, ressemblant furieusement à plusieurs de ses victimes) se sont ébruitées.
Il est exécuté sur la chaise électrique le 24 janvier 1989 à la prison d'État de Floride. Il a effectué plusieurs appels, et en tout quatre ordres d'exécution seront signés (trois par Bob Graham en 1986 et un, effectif, par Bob Martinez le 17 janvier 1989). Ses avocats ont tout tenté, notamment de le faire passer pour irresponsable lors de ses procès quand il assurait sa propre défense, pour que les jugements soient invalidés. Ils ont vainement tenté de marchander avec la justice d'ultimes reports de son exécution en échange, dans un premier temps, de sa collaboration dans la recherche d'un autre tueur en série sévissant à Seattle, Gary Ridgway dit le « tueur de Green River », arrêté en 2001, et, pour finir, de la révélation des lieux où il avait abandonné le corps d'autres de ses victimes.

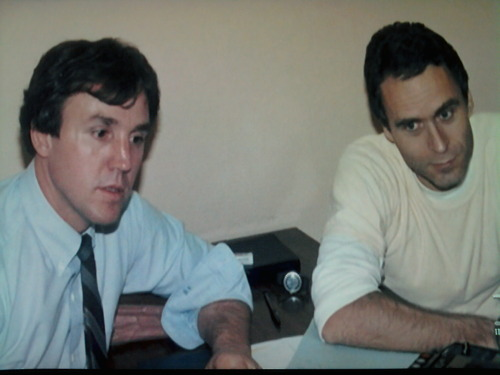
Ted Bundy s'entretient avec l'agent spécial superviseur William "Bill" Hagmaier de l'unité des sciences du comportement du FBI quelques heures avant son exécution, le 23 janvier 1989.

Dix-sept heures avant son exécution, Bundy accepte de répondre, dans une interview exclusive, aux questions du Dr James Dobson, président de Focus on the Family. Il révèle que c'est la pornographie qui a nourri sa folie sexuelle : « Comme une drogue, vous conservez une excitation insatiable jusqu'à ce que vous atteigniez le point où la pornographie ne peut aller plus loin. […] Au fond, j'étais une personne normale. J'avais de bons amis, je vivais une vie normale, sauf pour cette seule part, petite, mais très puissante, très destructrice, que je gardais très, très secrète ». Cependant, cette soudaine excuse concernant la responsabilité de la pornographie est très controversée par les biographes.
Le cas de Ted Bundy est un véritable choc pour l'Amérique, qui jusque-là considérait les tueurs en série comme des fous vivant exclus du monde : Ted Bundy était exactement le contraire, un homme qui avait tout pour réussir et dont personne ne se doutait qu'il eût pu être un meurtrier. Le jour de la sentence dans la prison de Starke, se sont rassemblées devant le pénitencier près de 2 000 personnes qui célébrèrent son exécution dans la liesse. Après une incinération au funérarium Williams-Thomas de Gainesville, ses cendres sont dispersées, selon ses vœux, dans la chaîne des Cascades où il s'est débarrassé des dépouilles de plusieurs de ses victimes,. Ted Bundy est aujourd'hui considéré comme l'un des pires tueurs en série de l'histoire des États-Unis[Par qui ?], son histoire ayant fait l'objet de nombreux documentaires dont une production Netflix.

## Listes des victimes
La liste des victimes confirmées et présumées de Ted Bundy comporte le nom de 26 victimes.  

## Médias

### Cinéma
- 2002 : Ted Bundy, film de Matthew Bright : Michael Reilly Burke[162]
- 2003 : Ann Rule Presents: The Stranger Beside Me, film de Paul Shapiro (en) : Billy Campbell[163]
- 2004 : The Riverman, téléfilm de Bill Eagles (en) : Cary Elwes[164]
- 2008 : Bundy: An American Icon (en), film de Michael Feifer : Corin Nemec[165]
- 2019 : Extremely Wicked, Shockingly Evil and Vile, film de Joe Berlinger : Zac Efron[166],[167],[168]
- 2019 : Bundy and the Green River Killer, film d'Andrew Jones : Richard Mark.
- 2021 : Ted Bundy: American Boogeyman (en), film de Daniel Farrands : Chad Michael Murray
- 2021 : Inside Ted : Dans la tête du serial killer (No Man of God), film d'Amber Sealey : Luke Kirby

### Télévision
- 1986 : Au-dessus de tout soupçon (en) (The Deliberate Stranger), téléfilm de Marvin J. Chomsky : Mark Harmon[169]
- 2008 : The Capture of the Green River Killer, téléfilm de Norma Bailey : James Marsters[170]

### Documentaires
- 1995 : « Ted Bundy, tueur de collégiennes » dans la série Affaires criminelles, Enquêtes sur les grands crimes de notre temps de Christophe Lagrange, ALP/Marshall Cavendish  (ISBN 2-7365-0033-4)
- 2019 : « Ted Bundy : Autoportrait d'un tueur » (Conversations with a Killer: The Ted Bundy Tapes) est un documentaire Netflix qui retrace l'histoire du tueur en série, sur la base des cent heures de conversations qu'il a enregistrées avec le journaliste Stephen Michaud lors de sa détention dans le couloir de la mort, dont la diffusion a été diversement reçue[171],[172],[173],[174],[175],[176],[177],[178].
- « Ted Bundy » dans Portraits de criminels sur RMC Story et sur RMC Découverte.
- 2020 : « Ted Bundy: Falling for a Killer (en) », documentaire Amazon original d'environ quatre heures en cinq épisodes disponible en streaming sur Amazon Prime Video.

### Bandes dessinées
- Ted Bundy, de Dobbs et Alessandro Vitti, chez Soleil Productions, Collection Serial Killers / Publiée en janvier 2010.
- Stéphane Bourgoin présente Les Serial killers : Ted Bundy, scénario de Jean-David Morvan, chez Glénat, collection Serial killers.  Publiée en mars 2020[179].